# 洛索亚
洛索亚，是西班牙马德里自治区的一个市镇。总面积58平方公里，总人口438人（2001年），人口密度8人/平方公里。